# Noel Freeman
Pour les articles homonymes, voir Freeman.
Noel Frederick Freeman (né le 24 décembre 1938 à Preston) est un athlète australien spécialiste des épreuves de marche athlétique. Licencié au Footscray Athletics Club, il mesure 1,73 m pour 67 kg.

## Carrière

### Palmarès
| Date | Compétition                      | Lieu      | Résultat | Épreuve         | Performance       |
| ---- | -------------------------------- | --------- | -------- | --------------- | ----------------- |
| 1960 | Jeux olympiques d'été            | Rome      | 2e       | 20 km marche    | 1 h 34 min 16 s 4 |
| 1964 | Jeux olympiques d'été            | Tokyo     | 4e       | 20 km marche    | 1 h 32 min 06 s 8 |
| 1970 | Jeux du Commonwealth britannique | Édimbourg | 1er      | 20 miles marche | 2 h 33 min 33 s   |

### Records
| Épreuve              | Performance     | Date |
| -------------------- | --------------- | ---- |
| 20 kilomètres marche | 1 h 29 min 12 s | 1968 |
| 50 kilomètres marche | 4 h 25 min 09 s | 1958 |